# انتخاب سوفی (رمان)
انتخاب سوفی (انگلیسی: Sophie's Choice) رمانی از نویسنده آمریکایی ویلیام استیرن است که در سال ۱۹۷۹ به چاپ رسید. این اثر که واپسین رمان نویسنده است، درباره روابط سه نفر می‌باشد که در یک پانسیون زندگی می‌کنند: استینگو، نویسنده‌ای جوان و جویای نام از جنوب؛ نیتن لندو، دانشمندی یهودی و معشوقه او، سوفی، بازمانده لهستانی کاتولیک از اردوگاه‌های کار اجباری آلمان نازی که استینگو با او دوست می‌شود. این رمان اساس فیلمی به همین نام محصول سال ۱۹۸۲ شد. انتخاب سوفی در سال ۱۹۸۰ برنده جایزه ملی کتاب برای آثار داستانی ایالات متحده شد.